# Atrociraptor
Atrociraptor is een geslacht van vleesetende theropode dinosauriërs, behorend tot de groep van de Eumaniraptora, dat tijdens het late Krijt leefde in het gebied van het huidige Noord-Amerika. De enige benoemde soort is Atrociraptor marshalli.

## Vondst en naamgeving
In 1995 vond amateurpaleontoloog Wayne Marshall uit East Coulee vijf kilometer ten westen van het Royal Tyrell Museum of Paleontology te Drumheller in Alberta een fossiele schedel.

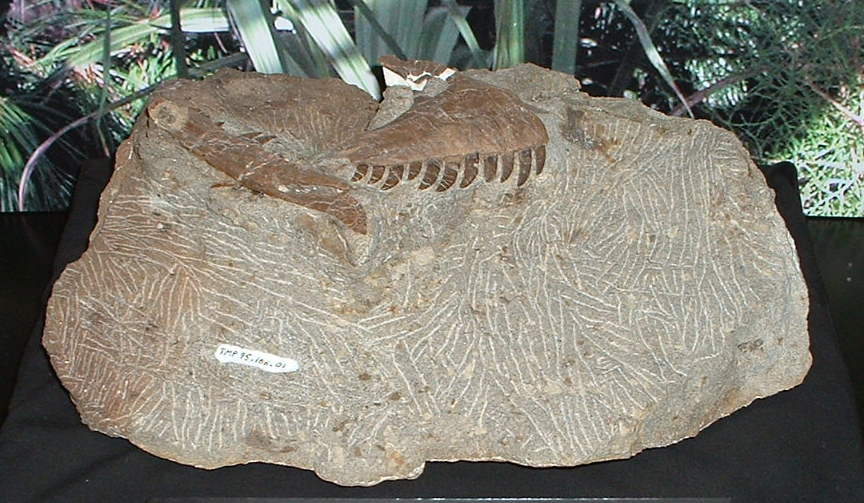
Het holotype RTMP 95.166.1

In 2004 werd de soort benoemd en beschreven door Philip John Currie en David Varricchio. De geslachtsnaam is een combinatie van het Latijnse atrox, "woest", en raptor, "rover". De soortaanduiding eert Marshall.
Het holotype, RTMP 95.166.1, is gevonden in lagen van de Horseshoe Canyon Formation die dateren uit het onderste Maastrichtien, ongeveer 69 miljoen jaar oud. Het bestaat uit de bovenkaken (beide praemaxillae, de rechtermaxilla), een rechteronderkaak, een gedeeltelijke linkeronderkaak plus talrijke kleine skeletfragmenten. Minstens vijftien losse tanden uit de lagen zijn aan de soort toegewezen, waaronder RTMP 97.39.4 gemeld in 2000 en RTMP 1005-1009, 1033 en 1034 gemeld in 1997; deze tanden werden oorspronkelijk aan Saurornitholestes toegeschreven maar die soort is verder niet uit de formatie bekend.

## Beschrijving

### Grootte en onderscheidende kenmerken
Atrociraptor is een middelgrote dromaeosauride. De totale lengte van de schedel is geschat op eenentwintig centimeter waaruit een lichaamslengte van 1,7 meter geëxtrapoleerd is. Gregory S. Paul schatte in 2010 de lengte op twee meter, het gewicht op vijftien kilogram. Vermoedelijk is Atrociraptor een tweevoetige warmbloedige bevederde roofsauriër.

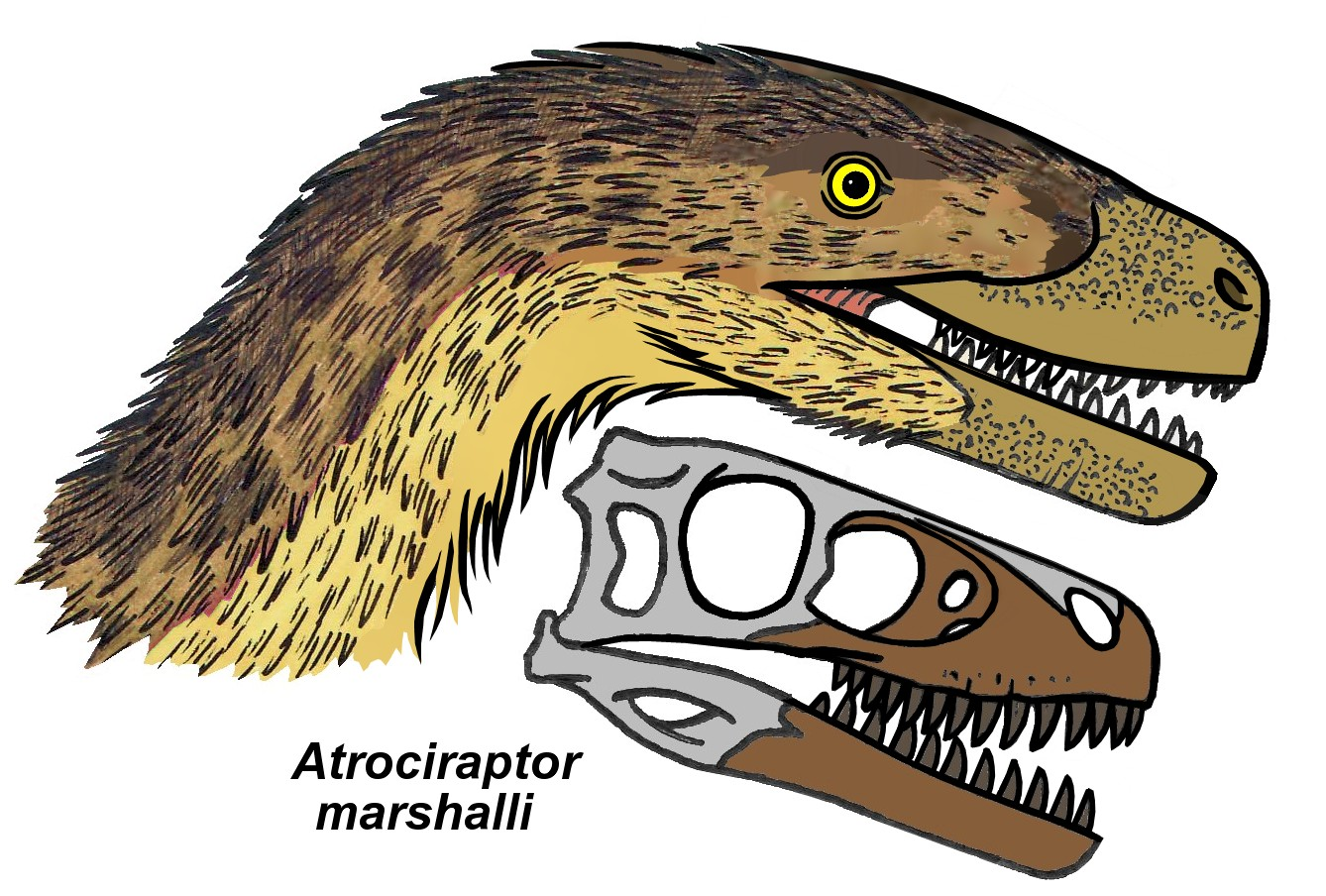
Diagram van de bewaarde elementen

De beschrijvers wisten enkele onderscheidende kenmerken vast te stellen. De snuit is veel korter en hoger dan bij andere dromaeosauriden. De opgaande takken van de praemaxilla richting de neusbeenderen en de onderkant van het neusgat steken meer dan 45° omhoog. De fenestra maxillaris, een schedelopening, is vergroot en bevindt zich direct boven de fenestra promaxillaris, een normaliter meer naar voren liggende opening.
In 2012 stelde Alan Turner dat er geen echte unieke afgeleide eigenschappen, autapomorfieën, aanwezig waren. Wel was er een unieke combinatie van op zich niet unieke kenmerken vaststelbaar. Het bovenkaaksbeen is kort en hoog. De opgaande takken van de praemaxilla steken sterk omhoog, net als bij Deinonychus. De fenestra maxillaris ligt dicht bij de voorrand van de fossa antorbitalis, net als bij Achillobator, Tsaagan en Dromaeosaurus, en boven de fenestra promaxillaris. De maxillaire tanden staan sterk schuin naar achter, net als bij Bambiraptor en Deinonychus.

### Skelet
De snuit van Atrociraptor is erg hoog. De praemaxilla is zo kort dat de tak naar de maxilla hoger is dan de van voor naar achteren gemeten lengte en zo gezegd kan worden parallel te lopen met de voorste tak. De tanden zijn groot en gelijkvormig en hebben relatief grote kartelingen op de snijranden; de elf in de maxilla zijn sterk naar achteren gericht. De vermoedelijke grootte van de fenestra maxillaris is zeer uitzonderlijk en verder niet van de dromaeosauriden bekend. Als de rest van de schedel een overeenkomende lengte heeft, moet de fenestra antorbitalis ook erg kort en hoog zijn geweest.
Volgens Paul wijst de korte snuit in combinatie met grote tanden erop dat Atrociraptor meer dan andere dromaeosauriden, die typisch hun sikkelklauw gebruikten voor de jacht, zijn prooi verwondde met zijn kaken.

## Fylogenie
Atrociraptor werd door de beschrijvers in de Dromaeosauridae geplaatst, meer bepaaldelijk de Velociraptorinae. Het is ook wel gesuggereerd dat het om een lid van de Dromaeosaurinae zou gaan. In 2009 publiceerde Currie een kladistische analyse waarin Atrociraptor een lid van de Saurornitholestinae bleek.